# Hongzhi
Hongzhi (xinès: 弘治) (1470-1505) va ser el novè emperador de la dinastia Ming a la Xina. Com a característica peculiar, va ser el primer emperador de la dinastia que només va tenir una esposa i cap concubina.

## Biografia
Zhu Youcheng (xinès 朱祐樘) nascut a Pequín el 30 de juliol de 1470, fill de l'emperador Chenghua i de l'emperadriu Xiao Mu. Va adoptar el nom de regnat de Hongzhi. Va ser un estudiant brillat, educat en els principis confucianistes.
Es va casar amb l'emperadriu Xiao Cheng Jin i va tenir tres fills i dues filles.
Va regnar del 22 de setembre de 1487 al 8 de juny de 1505. El seu mandat va destacar per una actuació transparent, amb un govern honest i ministres eficients com Liu Jian, Xu Qian i Wang Shu. Entre altres mesures, va reduir els impostos, el nombre de funcionaris i el de monjos budistes. També va lluitar contra la corrupció dels grups de funcionaris eunucs. Durant el seu mandat l'Imperi va prosperar i alguns historiadors l'han batejat com "l'Edat d'Or" o el "Ressorgiment Hongzhi". Malgrat aquesta valoració positiva també va viure moments conflictius com les inundacions dels riu Groc (1489 i 1492), la situació de fam a la província de Shandong (1493), el terratrèmol a Shanxi (1501) i les revoltes dels pagesos a Shandong (1503).
L'any 1505 va fer restaurar la tomba de Confuci a Qufu, província de Shandong.
Va morir de malaltia a l'edat de 36 anys el 8 de juny de 1505 al Palau Qianqing de la Ciutat Prohibida. El va succeir el seu fill gran Zhu Houzhao amb el nom de Zhengde.
Està enterrat a Tailing en un dels mausoleus de les Tombes de la dinastia Ming, amb el nom postum o de temple de Xiaozong 明孝.